# Lijst van beschermd erfgoed in de gemeente Clervaux
In deze lijst van beschermd erfgoed in de gemeente Clervaux zijn alle geclassificeerde nationale monumenten van de Luxemburgse gemeente Clervaux opgenomen.

## Monumenten per plaats

### Clervaux
| Object                                                                                                   | Bouwjaar/architect | Locatie                       | Datum beschermd?       | Coördinaten                 | Afbeelding |
| --- | ------------------ | ----------------------------- | ---------------------- | --------------------------- | ---------- |
| Oude kasteel van Clervaux                                                                                |                    |                               | 26 september 1935 (MN) | 50° 3' 16" NB, 6° 1' 50" OL |            |
| Site van het oude kasteel van Clervaux, met inbegrip van het pad naar het kasteel en de grond om de muur |                    | op een plaats genaamd «Clerf» | 23 juni 1938 (MN)      | 50° 3' 16" NB, 6° 1' 50" OL |            |
| Kapel Lorette en de site rondom                                                                          |                    |                               | 28 januari 1982 (MN)   |                             |            |
| Orgel van Mutin-Cavaillé-Coll geïnstalleerd in de abdijkerk van Clervaux                                 |                    |                               | 11 december 2002 (MN)  |                             |            |
| Stallen van het park «Cliärwer Pärdsställ»                                                               |                    |                               | 21 december 2007 (MN)  |                             |            |
| Terreinen                                                                                                |                    |                               | 4 juli 1973 (IS)       |                             |            |
| Oude brasserie De Lannoy, gebouw met huis en plaats                                                      |                    | montée du Château 9           | 5 september 1999 (IS)  |                             |            |

### Eselborn
| Object                                          | Bouwjaar/architect | Locatie | Datum beschermd?  | Coördinaten | Afbeelding |
| ----------------------------------------------- | ------------------ | ------- | ----------------- | ----------- | ---------- |
| Vijf markante bomen (twee beuken en drie eiken) |                    |         | 5 maart 2004 (IS) |             |            |

### Kalborn
| Object                                                      | Bouwjaar/architect | Locatie | Datum beschermd?       | Coördinaten | Afbeelding |
| ----------------------------------------------------------- | ------------------ | ------- | ---------------------- | ----------- | ---------- |
| Gebouw genaamd «Moulin de Kalborn» met omliggende terreinen |                    |         | 17 september 2001 (IS) |             |            |

### Lieler
| Object                                | Bouwjaar/architect | Locatie | Datum beschermd?  | Coördinaten | Afbeelding |
| ------------------------------------- | ------------------ | ------- | ----------------- | ----------- | ---------- |
| Kerk van Lieler met omliggend kerkhof |                    |         | 31 juli 1968 (MN) |             |            |

### Munshausen
| Object                                                  | Bouwjaar/architect | Locatie | Datum beschermd?      | Coördinaten | Afbeelding |
| ------------------------------------------------------- | ------------------ | ------- | --------------------- | ----------- | ---------- |
| Kerk Saint-Hubert van Munshausen en aanliggende kerkhof |                    |         | 28 december 1961 (MN) |             |            |
| De schuur genaamd «Robbescheier»                        |                    |         | 22 februari 1991 (IS) |             |            |

### Urspelt
| Object                           | Bouwjaar/architect | Locatie      | Datum beschermd?       | Coördinaten                 | Afbeelding |
| -------------------------------- | ------------------ | ------------ | ---------------------- | --------------------------- | ---------- |
| Gebouwen van «Château d'Urspelt» |                    | Beim Schlass | 26 september 2008 (MN) | 50° 4' 31" NB, 6° 2' 44" OL |            |

### Weicherdange
| Object         | Bouwjaar/architect | Locatie      | Datum beschermd? | Coördinaten                  | Afbeelding |
| -------------- | ------------------ | ------------ | ---------------- | ---------------------------- | ---------- |
| Kerk en kerhof |                    | Weicherdange | 27 mei 1963 (MN) | 50° 2' 12" NB, 5° 59' 18" OL |            |

## Bron
- Liste des immeubles et objets classés monuments nationaux ou inscrits à l'inventaire supplémentaire